# 大島村 (熊本県)
大島村（おおしまむら）は、熊本県の中部、上益城郡にかつてあった村である。

## 歴史
- 1905年10月1日 - 上島村と大川村が合併し大島村が発足。
- 1955年1月1日 - 六嘉村と合併し嘉島村となる。

## 学校
- 大島村立大島小学校